# Hajtarma
Hajtarma (dobesedno 'Vračanje') je oblika krimskotatarskega ljudskega plesa in ljudske glasbe, za katero je značilno ciklično gibanje. Najpogosteje se izvaja na porokah in ob praznikih.

## Opis
Med Hajtarmo moški plesalec drži roke narazen in oblikuje pesti ter dela kratke, provokativne gibe z majhnimi skoki. Njegova plesna partnerica, običajno ženska, deluje brez ostrih gibov. Namesto tega izvaja natančne gibe nog in ramen z gladkimi rotacijskimi gibi rok. Glede na druge študije, med njimi tiste, ki jih je izvedel Jaja Şerfedinov, bi morale v Hajtarmi sodelovati samo ženske, če pa sodelujejo moški, bi morali to storiti ločeno od žensk.
Poleg Krimskih Tatarov Hajtarmo plešejo tudi Krimčaki, Krimski Karaiti, Urumi in Ukrajinski Grki. Po mnenju raziskovalca Serhija Zaičenko je glasba Hajtarme običajno v taktu 9/8 ali 7/8, kar je običajno za turško glasbo.

## Zgodovina
Natančen izvor Hajtarme ostaja negotov, vendar prevladujeta dve teoriji. Prva, ki jo je predlagal Anatolij Bohorod, nakazuje, da izvira iz sufijskega vrtenja. Druga teorija trdi, da je ples nastal s prihodom sefardskih Judov na Krim po njihovem izgonu s Pirenejskega polotoka prek krimskih Romov. Hajtarma je bila prvič omenjena leta 1793.
V arheološki in etnografski ekspediciji na Krimu leta 1925 so krimskotatarski raziskovalci Usein Bodaninski, Osman Aqçoqraqlı in Asan Refatov zabeležili 25 različnih različic Hajtarme. Refatov je nadalje zaključil leta 1932, da je bil ples Hajtarma edinstven za krimske Tatare, brez vpliva ruske, turške ali iranske kulture. V Zaičenkovi študiji o grško-ukrajinskih plesih iz leta 1995 je zabeležil nadaljnje različice Hajtarme, ki se izvajajo v jugovzhodni regiji Prjazovia.

## V popularni kulturi
Prvo napisano glasbo Hajtarma je ustvaril Aleksander Spendiarjan leta 1903 med svojim bivanjem v Bilohirske (takrat znanem kot Karasubazar) kot del njegove simfonije Krimske skice. Za razliko od večine pristnih del je Spendiarjanova Hajtarma (rusko Хайтарма) v 3/8 taktu.
V 1930-ih je Ennan Alimov naslikal delo o Hajtarmi z naslovom Dekle pleše Hajtarmo.
Ansambel Hajtarma je bil ustanovljen leta 1939 kot del Krimske državne filharmonije.
Krimsko-tatarski režiser Ahtem Sejtablajev je večkrat omenil Hajtarmo, najbolj opazno kot naslov in uvodna sekvenca njegovega filma Hajtarma iz leta 2013. Na Tanci z zirkami je ta ples izvedel skupaj s plesalko Oleno Šoptenko.
Elementi Hajtarme in Tım-tım, še enega krimskotatarskega ljudskega plesa, so bili vključeni v glasbeni video za pesem 1944.
Leta 2015 je Ukrpošta izdala znamko s podobo Hajtarme kot del svoje serije znamk Krimskih Tatarov.